# Torre de Vilarmau
La Torre de Vilarmau és una construcció al terme d'Arbúcies (la Selva), prop del límit amb el municipi de Viladrau (Osona), al cim del turó del mateix nom. És una torre de guaita o de senyals, de planta quadrangular, molt malmesa, amb restes d'un fossar al seu entorn. Degut a la vegetació que l'envolta es fa difícil visualitzar-la. A finals dels anys noranta es conservava una alçada d'entre un i dos metres i mig, però en els seus orígens possiblement era de dues o tres plantes. Es trobava construïda en pedra i morter de calç i presentava espitlleres al seu voltant. No se sap del cert la seva funció; podria ser un assentament defensiu d'època medieval, que més tard va aprofitar-se per a torre de comunicacions pertanyent a les línies de telegrafia òptica de mitjans del segle xix.
Possiblement és d'origen medieval, tot i que la trobem citada i documentada el 1582. El lloc de Vilarmau apareix documentat l'any 1082, com a de «Villare Malum». Prop de la torre es trobava el mas Castell de la parròquia de Lliors, llogaret del municipi d'Arbúcies, documentat el 1217. S'han realitzat troballes de material neolític final-calcolític a la zona de la torre de Vilarmau.
L'any 1862 consta la Torre de Vilarmau com a torre de telègrafs. La línia militar de telegrafia òptica, a la comarca de la Selva ja estava en funcionament el 1849, la línia general s'estava construint en aquells moments i sembla que no entrà en funcionament fins al 1850. La Torre es troba datada de 1845 com a torre de vigilància d'època carlina, però no es pot descartar un origen més antic en l'època medieval com a punt de control del sector nord-oriental del massís del Montseny.